# Route européenne 71
Pour les articles homonymes, voir E71 et Route 71.
La route européenne 71 (E71) est une route reliant Košice à Split en passant par Budapest et Zagreb. Elle traverse la Slovaquie, le Hongrie et la Croatie.

## Tracé

### Slovaquie
En Slovaquie, la route E71 se confond avec :
| (Auto)route | Tracé                   | Villes traversées | Routes européennes croisées |
| ----------- | ----------------------- | ----------------- | --------------------------- |
|             | Entre Košice et Kechnec |                   | à Košice                    |

### Hongrie
En Hongrie, la route E71 se confond avec :
| (Auto)route | Tracé                           | Villes traversées | Routes européennes croisées                   |
| ----------- | ------------------------------- | ----------------- | --------------------------------------------- |
|             | Entre Tornyosnémeti et Mezőcsát | Miskolc           | depuis Miskolc                                |
|             | Entre Mezőcsát et Budapest      |                   | à Budapest                                    |
|             | Entre Budapest et Letenye       |                   | à Székesfehérvár depuis Nagykanizsa à Letenye |

### Croatie
En Croatie, la route E71 se confond avec :
| (Auto)route | Tracé                   | Villes traversées | Routes européennes croisées       |
| ----------- | ----------------------- | ----------------- | --------------------------------- |
|             | Entre Goričan et Zagreb |                   | en commun à Zagreb                |
|             | Entre Zagreb et Split   | Karlovac, Otočac  | jusqu'à Bosiljevo depuis Jasenice |